# 切爾沃內斯泰普 (哈爾科夫州)
49°9′47″N 36°8′12″E / 49.16306°N 36.13667°E
切爾沃內斯泰普（羅馬化：Chervonyi Step）是烏克蘭的村莊，位於該國東部哈爾科夫州，由別列斯京區薩赫諾夫希納市鎮負責管轄，始建於1920年，面積0.31平方公里，海拔高度157米，2001年人口113，人口密度每平方公里364.5人。